# عبدو سلیم
عبدو سلیم (انگلیسی: Abdou Selim؛ زادهٔ ۱۹۳۶ (۸۸–۸۹ سال)) بازیکن فوتبال است.
وی همچنین در تیم ملی فوتبال مصر بازی کرده‌است.